# Encelia asperifolia
Encelia asperifolia là một loài thực vật có hoa trong họ Cúc. Loài này được (S.F.Blake) C.Clark & Kyhos mô tả khoa học đầu tiên năm 1980.